# Parish of Saint Catherine
Parish of Saint Catherine är en parish i Jamaica. Den ligger i den centrala delen av landet, 25 km väster om huvudstaden Kingston. Antalet invånare är 529 218. Arean är 1 192 kvadratkilometer.
Följande samhällen finns i Parish of Saint Catherine:
- Spanish Town
- Portmore
- Old Harbour
- Linstead
- Bog Walk
- Ewarton
- Old Harbour Bay
- Point Hill
- Riversdale
- Above Rocks
- Lluidas Vale